# タデウシュ・バイルト
タデウシュ・バイルト（Tadeusz Baird, 1928年7月26日 - 1981年9月2日）はポーランドの現代音楽の作曲家。

## 生涯
1928年にグロジスク・マゾヴィエツキで生誕。両親はスコットランドからの移民。
ユネスコ国際作曲家会議で、作曲作品が1959年、1963年、1966年に次々と入賞して国際的に評価された。カジミェシュ・セロツキとともに、現代音楽祭ワルシャワの秋を設立。セロツキ、ヤン・クレンツとともにグループ49を旗揚げし、新古典的な作風からスタートしたが、やがて50年代以後の前衛のイディオムを参照して、独自の音楽性に到達。
トーン・クラスターは1960年代にポーランドでも幅広く使用されたが、バイルトの使い方は非常に独特で一定の音域内（たとえばオクターブ）におびただしい声部を絡ませるタイプであった。この使用法が積極的に用いられるのは「交響曲第3番」以降である。また、声部の音名が全て違っており、しかも最も速くと言う指示もなされることがあり、多くの局面で激情的な性格を有する。その音楽性はオーボエ協奏曲で一つの頂点を迎える。
ヴィオラと管弦楽のための Concerto lugubre 以降は、書式や構造等の面で古典化が著しくなり、かつての暴力性は鳴りを潜めた。1981年にワルシャワで急逝。

## バイルト作曲コンクール
バイルトの功績を称えて作曲コンクールが行われている。ポーランド人の応募のみ可能な作曲コンクールで、30歳以下の若手のための登竜門となっている。一位が出ないことも稀ではない。